# Erisictão (rei da Tessália)
Na mitologia grega, Erisícton ou Erisictão (em grego:  Ερυσίχθονας ο Θεσσαλός, "Erisictão, o Tessálio") era um rei da Tessália, rico, ímpio e violento, que não temia nem reverenciava os deuses. Um dia Erisícton violou um bosque consagrado a Deméter, deusa da agricultura. Contra todos os argumentos de seus criados, Erisictão põe-se a derrubar árvores consagradas à deusa e a golpear com o machado um imenso carvalho, árvore favorita da deusa. Do tronco ferido, esguicha sangue. Um dos criados tenta impedi-lo de continuar e tem a cabeça cortada em um único golpe. As dríades, divindades da floresta, também não conseguem impedi-lo e correm a Deméter, exigindo justiça.
A deusa então recorre a Éton, a Fome, e a coloca no estômago de Erisictão, despertando-lhe um apetite devorador, que nada é capaz de apaziguar. Em poucos dias, Erisictão consome a comida disponível em seu palácio e gasta toda sua fortuna para comprar mais e mais. Desesperado, vende como escrava sua filha Mnestra, para comprar mais comida. Esta recorre à ajuda de seu amante Poseidon, que lhe concede o dom da metamorfose, e assim consegue escapar inúmeras vezes dos seus sucessivos proprietários e voltar a se fazer vender. Mesmo assim, Erisictão não consegue saciar-se e emagrece sem parar. Enlouquecido, Erisícton começa a comer os próprios membros e acaba devorando a si próprio.

## Outra versão
Segundo outra versão do mito, Erisictão era filho de Triopas e de Hiscila, uma filha de Mirmidão.
Notório por desprezar os deuses e não lhes fazia sacrifícios, uma vez quis construir um teto para seu salão de banquetes no duvidou em derrubar, ajudado por uns vinte Gigantes, uma árvore sagrada que formava um santuário ancestral da deusa Deméter construído pelos pelasgos, o povo que habitava a Tessália antes de serem expulsados pelo pai de Erisictão. As dríades que habitavam estas árvores correram a solicitar auxilio da deusa.
Deméter tomou a forma de sua sacerdotisa Nicipe e desta forma tentou de boas maneiras fazer Erisictão desistir de continuar com o sacrilégio. Mas este, longe de deixar-se dissuadir, ameaçou matá-la com o mesmo machado que estava utilizando.
Foi então quando Deméter, vítima de uma ira sem precedentes, ordenou a Némesis (a vingança) e a Limos (a fome) que vingassem este ultraje. O terrível monstro penetrou nas entranhas de Erisictão de tal forma que desde então nada saciaria seus desejos de comer, e quanto mais engolia mais cresceria sua fome.
Quando Erisictão vendeu todas as suas posses para comprar comida, seu pai se encarregou de alimentá-lo, mas foi tal sua voracidade que em pouco tempo acabou com as riquezas de Triopas e Erisictão acabou convertendo-se em um mendigo que comia imundices. Nem sequer vendendo a sua filha Metra pôde conseguir alimentos suficientes para acalmar sua fome. Metra obteve de seu amante Posidão o dom de poder mudar de forma, com o que pôde fugir do homem ao que havia sido vendida. Quando Erisictão descobriu esta faculdade, a vendeu repetidas vezes a homens distintos, mas os alimentos que obtinha não foram suficientes para saciar seu apetite.
Erisictão terminou comendo a si mesmo, pondo fim assim a seu tormento.